# 벤저민 테테
벤저민 테테(영어: Benjamin Tetteh, 1997년 7월 10일 ~ )는 가나의 축구 선수로, 현재 메스와 가나 축구 국가대표팀에서 공격수, 공격형 미드필더, 왼쪽 윙어로 활약하고 있다.

## 구단 경력
테테는 2015년 드림즈 FC에서 스탕다르 리에주로 입단하여 3년 계약을 맺었다. 2015년 10월 17일 KVC 베스테를로를 상대로 스탕다르 리에주에서 벨기에 프로 리그 데뷔 전을 치렀다.
2018년 7월, 테테는 스파르타 프라하로 이적했다.
2021년 7월, 그는 예니 말라티아스포르에 입단했다.
2022년 7월, 테테는 헐 시티로 이적하였다. 그는 2022년 7월 30일, 브리스틀 시티와의 홈 경기에서 오스카르 에스투피냔과 64분에 교체로 들어가 데뷔 전을 치렀다. 그는 팀의 페널티킥을 얻어 동점을 만들었고, 그를 넘어지게 한 최소한의 접촉으로 인해 경기 후 비난을 받았다.
그는 2023년 3월 3일 웨스트브로미치와의 홈경기에서 헐의 리그 첫 골을 기록했다.
2023년 8월 10일, 테테는 비공개 이적료에 메스로 이적했다.

## 국가대표팀 경력
2021년 10월 9일 짐바브웨와의 월드컵 예선 전에서 가나 축구 국가대표팀 데뷔 전을 치렀다.
2022년 1월 16일, 테테는 가봉과의 아프리카 네이션스컵 조별 리그 경기에서 94분에 풀타임으로 상대 선수를 주먹으로 때려 퇴장당했다. 테테는 이후 아프리카 축구 연맹(CAF)로부터 3경기 출전 금지 징계를 받았다.